# Harveya (chi rêu)
Harveya là một chi rêu trong họ Hookeriaceae.